# Goverwelle
Goverwelle is een woonwijk aan de oostkant van Gouda, in de Nederlandse provincie Zuid-Holland, op korte afstand van de Reeuwijkse plassen.

## Geschiedenis
De wijk is in de jaren tachtig en negentig gebouwd. De naam Goverwelle is een afleiding van Goejanverwelle, genoemd naar de dijk aan de zuidzijde van de wijk, de Goejanverwelledijk langs de Hollandse IJssel.
Goverwelle was daarvóór agrarisch gebied, met de uit 1200 daterende Voorwillenseweg (= wildernisweg) als verbindingsweg via de Tiend(e)weg naar de markt in Gouda. Vanaf 1870 behoort het gebied tot de gemeente Gouda, daarvoor was het een deel van de voormalige gemeente Stein. In de jaren zestig van de twintigste eeuw werd er grond in het gebied aangekocht door het Rijk, dat er een penitentiaire inrichting wilde bouwen. Die inrichting is er nooit gekomen en in 1979 kocht Gouda de grond van het Rijk met het doel er een nieuwe woonwijk te bouwen.
In 1977 is begonnen met de bestuurlijke voorbereidingen voor Gouda-Oost (waaronder ook Achterwillens). In 1983 was het bestemmingsplan gereed. De eerste paal voor Goverwelle werd geslagen op 14 januari 1988. In 1999 was de wijk af en woonden er ongeveer 11.000 mensen in ruim 3.600 woningen.
Anno 2023 woonden er ruim 10.750 mensen in de wijk. Goverwelle heeft een winkelcentrum (met onder andere een Albert Heijn, een Dirk en een Kruidvat) en eigen NS-station: Gouda Goverwelle. De bebouwing in de wijk is dicht: achtertuinen zijn gemiddeld circa 8 meter diep. In diverse straten is de ruimte van de voortuin benut voor het maken van parkeerplaatsen bij de woning. De wijk heeft zes buurten: Sportbuurt, Molenbuurt, Polderbuurt, Vrijheidsbuurt, Componistenbuurt en Muziekbuurt. Van deze buurten is één buurt beduidend ouder dan de rest van Goverwelle: de Sportbuurt is grotendeels gebouwd in de jaren 1970. In 2017-2018 wordt ten noorden van het station Gouda Goverwelle een nieuwe buurt gebouwd: Middenwillens.
De wijk heeft aan alle kanten een natuurlijke grens: ten noorden natuurgebied de Goudse Hout, ten oosten het Steinse Groen, ten zuiden de Hollandse IJssel, ten westen de sportvelden van voetbalvereniging CVV De Jodan Boys.

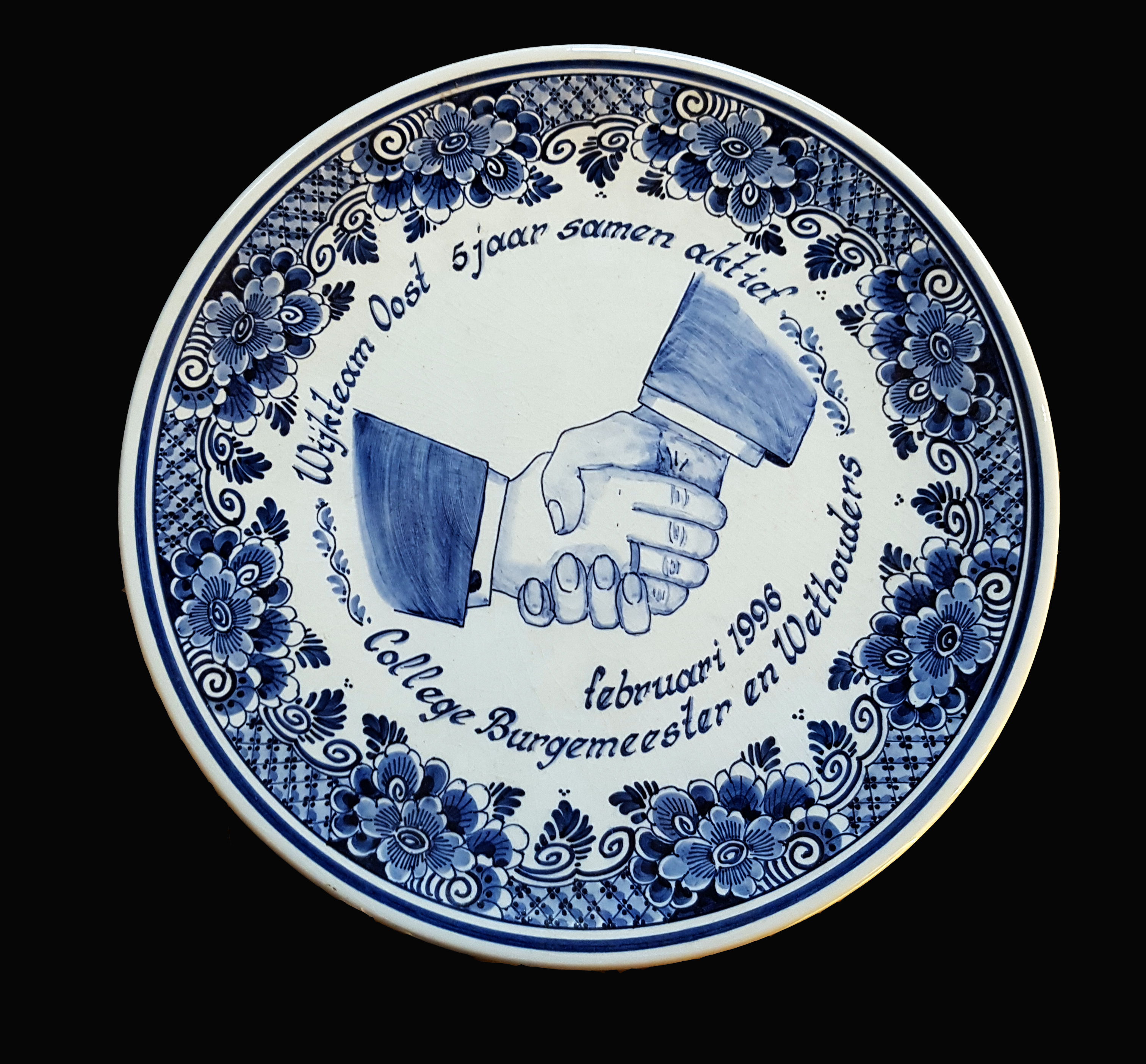
Herdenkingsbord Wijkteam Oost, februari 1996, ter gelegenheid van de vijfjarige samenwerking, aangeboden door College Burgemeester en Wethouders

## Leeftijdsopbouw van de wijk
| Leeftijd     | Percentage van de bevolking |
| ------------ | --------------------------- |
| 0 - 15 jaar  | 19,5%                       |
| 15 - 25 jaar | 14,9%                       |
| 25 - 45 jaar | 21,2%                       |
| 45 - 65 jaar | 32,3%                       |
| 65 jaar e.o. | 12,1%                       |

## Buurten in Goverwelle
Goverwelle is onderverdeeld in zes buurten:
- Sportbuurt
- Molenbuurt
- Polderbuurt
- Vrijheidsbuurt
- Componistenbuurt
- Muziekbuurt[3]
- Middenwillens (in aanbouw)

Binnenstad (incl. Nieuwe Park) · Bloemendaal · Plaswijck · Noord (incl. Achterwillens) · Korte Akkeren · Kort Haarlem (incl. Josephbuurt, Oosterwei, Vreewijk en Voorwillens) · Goverwelle · Stolwijkersluis · Westergouwe (incl. Oostpolder in Schieland met Broek en Broekhuizen)